# Martha McTier
Martha McTier, geborene Drennan (* 1742 oder 1743 in Belfast; † 3. Oktober 1837 ebenda) war eine irische Republikanerin und Verfechterin des Gesundheits- und Bildungswesens für Frauen. Ihre Korrespondenz mit ihrem Bruder William Drennan und anderen führenden Vertretern der United Irishmen dokumentiert den politischen Radikalismus und die Unruhen im Irland des späten 18. Jahrhunderts.

## Leben
Martha Drennan wurde als ältestes von drei überlebenden Kindern von Ann Drennan (geborene Lennox) und Reverend Thomas Drennan, Pfarrer der Presbyterian Church in Belfast, geboren. Es gibt keine Aufzeichnungen über ihre Kindheit oder Ausbildung, doch scheint sie stark von ihrem Vater beeinflusst worden zu sein, dessen Theologie des New Lights die Handschrift seines Mentors, des Moralphilosophen (und Vaters der schottischen Aufklärung) Francis Hutcheson, trug. Sie las viel in der Philosophie (Rousseau, Volney, Montesquieu, Hume) und in der Literatur (Henry Fielding, Maria Edgeworth, Elizabeth Hamilton, Marie-Madeleine de La Fayette).
McTier heiratete 1773 Samuel McTier, einen Witwer und Schiffsausrüster aus Belfast. Er starb 1795 und ließ McTier und ihre Stieftochter Margaret McTier (1762–1845) in Armut zurück. Die beiden lebten weiter zusammen, unterstützt durch eine kleine Rente eines Cousins von McTier und durch die Aufnahme eines verwaisten Mädchens als zahlendem Gast. Trotz ihrer eigenen finanziellen Notlage bemühte sie sich, ihren Bruder William Drennan und seine neue Familie in Dublin zu unterstützen, wo seine Arztpraxis unter seiner politischen Berühmtheit litt. Sie überredete ihre Cousine Martha Young, ihm ihr Vermögen zu vermachen, was es ihm 1806 ermöglichte, seine Praxis aufzugeben und nach Belfast zurückzukehren.
McTier, die im Alter ihr Augenlicht verlor, starb 1837. Die gesammelte Korrespondenz von McTier und ihrem Bruder umfasste 40 Jahre und 1.500 Briefe. Sie werden häufig als Quelle für die Zeit der irischen Politik und Geschichte zitiert, die „Grattans Parlament“, die Irische Rebellion von 1798 und die Verabschiedung des Act of Union umfasst. und sie geben ein umfassendes Bild über ihre Einschätzungen und Meinungen.

## Positionen und Aktivitäten

### Gesundheits- und Bildungswesen für Frauen
Im Jahr 1793 wurde McTier eingeladen, Sekretärin der neuen Humane Female Society zu werden. Die Gesellschaft trug zur Gründung und zum Erhalt des Belfaster Entbindungskrankenhauses bei, und McTier blieb viele Jahre lang in der Gesellschaft aktiv. Zu Beginn gab es einigen Widerstand gegen die Aufnahme unverheirateter Frauen und Prostituierter im Krankenhaus. McTier berichtete ihrem Bruder, dass sie das als Versuch ansah, unter dem Vorwand, unverheiratete Frauen fernzuhalten, Widerstand gegen diejenigen, die „jetzt als Demokraten gelten“, zu leisten.
Als McTier im selben Jahr in ihrem Haus eine kleine Schule für arme Mädchen einrichtete, begann sie, mehr Literatur von Schriftstellerinnen über Frauenbildung zu lesen. Neben Wollstonecraft ließ sie sich von Anna Laetitia Barbauld, Ann Radcliffe und der aus Belfast stammenden Elizabeth Hamilton, die sie 1793 besuchte, inspirieren. Wahrscheinlich wurde sie auch von den zwanglosen („spare the rod“) Erziehungsmethoden von David Manson beeinflusst, der von Hamilton sehr bewundert wurde. Mansons Schule in der Donegall Street war von einer Reihe von McTiers Freunden und Bekannten besucht worden, darunter auch Mary Ann McCracken. „Meine kleinen Mädchen“, schrieb McTier, „plappern nicht nur über das Testament, noch lesen sie mit jener Schwierigkeit, die das Vergnügen daran verhindert [...] vier von ihnen können Fox und Pitt lesen“.
McTier plädierte für echte Bildung auch bei erwachsenen Frauen. Im Jahr 1795 schrieb sie an ihren Bruder: „Ich habe durch Zeitungen so viel gewonnen, und ich habe gesehen, dass sie von den unteren Schichten so eifrig gesucht und genossen werden, dass ich beabsichtige, zu ihrem Nutzen einen kostenlosen Zeitungsraum mit Feuer und Kerzen einzurichten, ein Plan, über den du vielleicht lachen wirst, der aber, wenn er in den Landstädten befolgt wird, eine wunderbare Wirkung haben könnte“.
Im April 1795 schlugen McTier und Lady Harriet Skeffington auf einer Bürgerversammlung ein ehrgeizigeres Projekt vor: ein Internat für Mädchen. Der Vorschlag löste eine Debatte in der Presse aus. Trotz der Opposition setzten sich McTier und Skeffington durch. Zwei Jahre später unterstützte die Union School bereits einundzwanzig Mädchen.

### Politik
McTiers vierzigjähriger Briefwechsel mit ihrem Bruder William begann 1776, als er in Edinburgh Medizin studierte, und setzte sich fort, als er mit seiner Praxis für Geburtshilfe von Belfast nach Newry und Dublin zog. Sie war sowohl seine persönliche als auch seine politische Vertraute. Als ihr Mann Präsident der United Irishmen in Belfast wurde, wurde McTier in die Aktivitäten der Gruppe einbezogen. Die führenden Persönlichkeiten der Bewegung, darunter Theobald Wolfe Tone und Thomas Paliser Russell, trafen sich häufig in ihrem Haus.
Martha McTier war sich „der Schwierigkeiten bewusst, die mit der Behauptung einer von ihrem Bruder oder ihrem Ehemann unabhängigen politischen Identität verbunden sind“: „Frauen, die mit Männern in Verbindung stehen, deren Seite bekannt ist, sollten sehr vorsichtig sein, da sie nur als Echo gelten“. Um Kontroversen in den politisch gespaltenen gesellschaftlichen Kreisen Belfasts zu vermeiden, diskutierte sie bei ihren Besuchen von lokalen Zusammenkünften, Versammlungen und Kartenpartys nicht über Politik. Dennoch kursierten Gerüchte über ihre Korrespondenz. Ein lokales Klatschblatt beschrieb sie als „gewalttätige Republikanerin“, die „hundert Männer für die Sache der Vereinigten Iren aufgestellt oder rekrutiert“ hätte.
McTier hatte eindeutige demokratische Sympathien. 1795 schrieb sie ihrem Bruder anerkennend über den Belfaster Jacobin Club (zu dem auch die United Irishmen gehörten) und beschrieb ihn als „eine Vereinigung von Personen und Rängen, die lange Zeit unterdrückt wurden, [die] jetzt mit einem Grad an Informiertheit hervortreten, der ihre Vorgesetzten beschämen könnte“.
Während der einjährigen Inhaftierung ihres Bruders im Jahr 1793 hatte sie in ihren Briefen oft zur Vorsicht geraten und schien die wachsende Distanz ihres Bruders zu den inneren Beratungen der United Irishmen zu begrüßen. Dies mag jedoch nicht allein der Sorge um die Sicherheit ihres Bruders geschuldet sein. Ihr Enthusiasmus für das revolutionäre Frankreich, bei dem die United Irishmen praktische Unterstützung suchten, wurde durch Berichte über politische Gewalt schneller abgekühlt als seiner. Als die Nachricht von den Massakern in Paris im September 1792 eintraf, hatte Drennan noch geschrieben, dass es angesichts der reaktionären Kräfte vor den Toren der Stadt „nicht an der Zeit sei, schöne moralische Erwägungen anzustellen“. McTier gestand jedoch, dass sie sich „ganz und gar gegen die Franzosen gewandt“ habe und befürchtete, dass „die Revolution weiter denn je vom Guten entfernt“ sei. Sie fürchtete einen „blutigen Preis [...] der Untergrabung aller Religion und Ordnung [für] ein Experiment, das nur eine zweifelhafte Verbesserung sein kann“.
Im Juni 1797 warnte ihr Bruder sie vor einem in Dublin kursierenden Gerücht, dass sie für die Zeitung der Vereinigten Iren, den Northern Star, schreibe. Sie antwortete ihm sofort mit einem Dementi, das für den örtlichen Postmeister bestimmt war, den sie verdächtigte, ihre Briefe zu öffnen. Sie tauschte auch zahlreiche Briefe mit ihrer engen Freundin Jane Greg aus.  Greg, die Tochter eines wohlhabenden Schifffahrtskaufmanns aus Belfast, pendelte zwischen Belfast und England, wo sie zusammen mit Roger O’Connor einen Kreis von Sympathisanten der irischen Republikaner pflegte.
Im Mai 1797 hatte der Postmeister von Belfast, Thomas Whinnery, die Behörden in Dublin Castle über ihre Korrespondenz mit Jane Greg, zu der Zeit Sekretärin der United Irishwomen aufmerksam gemacht. Whinnery beschrieb Greg als „sehr aktiv“ in Belfast und „an der Spitze der Frauengesellschaften“ in der Stadt. Für die Augen des Postmeisters schrieb sie einen Brief an ihren Bruder, in dem sie jegliche Kenntnis von oder Beteiligung an den United Irishwomen leugnete und meinte, es sei „seltsam, dass ein unbekannter Name oder eine Frau von Fremden bemerkt werden könnten“, obwohl sie hinzufügte: „Ich schmeichle mir selbst, dass ich nicht unbedeutend genug bin, um als Neutrale bezeichnet zu werden.“ Aus ihrer früheren (und freieren) Korrespondenz geht hervor, dass McTier nicht neutral war und dass sie in einem United-Irish-Kreis aktiv war. „Heute Abend hatten wir eine Sitzung unserer erlesenen Gesellschaft“, schrieb sie im Dezember 1792 an ihren Bruder, „bei der wir einstimmig der Meinung waren, dass das katholische Komitee [in Dublin] nichts Geringeres als die vollständige Emanzipation und das volle Bürgerrecht fordern sollte, und dass dies [Wolfe] Tone [Sekretär des katholischen Komitees] mit dieser Post mitgeteilt werden sollte.“
Wie ihr Bruder in Dublin befand sich auch McTier 1798 in Belfast in einer schwer bewachten Stadt, in der es kaum Aussicht auf einen Erfolg einer Rebellion gab. Beide waren nicht in die Irische Rebellion von 1798 verwickelt, der nördlich von Belfast bei Antrim und südlich davon bei Ballynahinch niedergeschlagen wurde. Ihre Lage in Belfast war dennoch angespannt, da sie täglich mit einer Razzia der Behörden in ihrem Haus rechnen musste. „Du scheinst zu denken“, schrieb sie an ihren Bruder, „dass ich fliehen sollte. Aber ich habe keine Angst. Nur die Reichen haben Angst, oder die Schuldigen. Ich bin keines von beiden.“
Während die Hinrichtungen im Gange waren, bat McTier General Nugent erfolgreich darum, Joseph Crombie, den Sohn von Reverend James Crombie, zu verschonen. Crombie wanderte später nach Amerika aus.
Da sie lange an einem „freien und aufstrebenden Irland“ festhielt, lehnte McTier den Act of Union, der Irland 1801 der britischen Krone und dem Parlament in Westminster unterstellte, als „entwürdigend“ ab. Aus ihrer Korrespondenz geht jedoch hervor, dass sie die Sorge teilte, dass viele Presbyterianer im Norden schnell mit der Union versöhnt werden könnten. Als Protestantin aus Belfast fühlte sich McTier unsicher, als das industrielle Wachstum der Stadt Katholiken aus dem ländlichen Hinterland anlockte. Bereits 1802 beklagte sie die Tatsache, dass die „Katholiken hier jetzt eine große, wenn auch arme und unbekannte Gruppe“ sind. Als sie hörte, dass sie eine „singende Prozession“ auf der Straße veranstalteten, gestand sie ihrem Bruder: „Ich fange an, diese Leute zu fürchten, und denke, dass sie wie die Juden ihr Heimatland zurückgewinnen werden.“